# Loi du 4 août 1981 portant amnistie
La loi no 81-736 du 4 août 1981 portant amnistie est un texte législatif français de 32 articles portant amnistie de certaines infractions. Elle est la première loi votée et promulguée du premier septennat de François Mitterrand, publiée le 4 août, date anniversaire de la Nuit du 4 août 1789 et des symboles politiques qui y sont attachés. Elle est aussi le premier texte législatif appelé « loi Badinter ». 

## Effets de la loi d'amnistie
La loi amnistie notamment les personnes ayant été condamnées (article 6) :
- ou bien à des peines jusqu'à 6 mois d'emprisonnement ferme (inclus) ;
- ou bien à des peines jusqu'à 15 mois d'emprisonnement (inclus) avec sursis.